# 코즈믹 이라
코즈믹 이라(영어: Cosmic Era, C.E., 일본어: コズミック・イラ)는 《기동전사 건담 SEED》및 《기동전사 건담 SEED DESTINY》에서 사용되는 가공의 기원이다.

## 개요
공식 연표에서의 사건 및 연호 등은 설정 담당자 중 한 명인 요시노 히로유키가 담당했다. 요시노는 인터뷰에서 감독인 후쿠다 미츠오로부터 유전자 조작된 인류와 그렇지 않은 인류와의 싸움이라는 대략적인 배경을 넘겨받아 그 양자가 싸우는 경위를 고증했다고 밝혔다. "C.E."라는 단어는 당시 요시노가 업무에 사용하던 HP Jornada 680에 사용된 OS인 윈도우 CE에서 영감을 얻어 과거 건담 시리즈에 사용된 "센추리(century)"를 사용하지 않는 형태로 코즈믹 이라로 명명되었다고 한다. 또한, 건담 시리즈의 작품 세계를 동일한 세계선상으로 취급하는 흑역사는 이 코즈믹 이라도 포함하고 있다.

## 같이 보기
- 기동전사 건담 SEED